# Talaškan-Tepe 1
Talaškan-Tepe 1  ist der moderne Name einer Festungsanlage aus der Eisenzeit, deren Reste sich im heutigen Usbekistan befinden. Die Ruinen liegen etwa 15 km südwestlich von Sherobod (Viloyat Surxondaryo). Talaškan ist der Name eines verlassenen Dorfes in dessen Nähe sich drei Ruinenhügel befinden. Der südlichste dieser Hügel ist etwa 1,6 ha groß und wird als Talaškan-Tepe 1 bezeichnet. Hier konnten die Reste einer noch im Nordwesten zum Teil 3,5 m hohen Ringmauer gefunden werden, die einen Durchmesser von 125 m hat. Die Überreste wurden 1972 bei Feldbegehungen entdeckt. 1973 wurden kleine Teile der Anlage ausgegraben. Im Norden der Mauer wurde eine 30 × 10 m große Sondage angelegt. Zusätzliche Grabungen gab es 1976–1978 von dem Institut für Kunstwissenschaft und dem Institut für Archäologie der Akademie der Wissenschaften Uzbekistan. Weitere Ausgrabungen fanden 1985–1986 statt.
Die Mauer der Anlage ist wahrscheinlich im 7. oder 6. vorchristlichen Jahrhundert errichtet worden. Sie ist heute am Fuß etwa 5 m breit, während die Mauern der Türme etwa 2,8 m stark sind. Die Mauern waren einst lotrecht errichtet. Baumaterial sind rechteckige Lehmziegel, die eine Beimischung aus Stroh haben. Die Anlage ist rund und schützte eine Siedlung im Inneren. Von dieser Siedlung sind jedoch nur noch wenige Reste gefunden worden. Sie ist den landwirtschaftlichen Tätigkeiten vor Ort zum Opfer gefallen. Nur im Südosten konnten einigen Wohnhäuser ergraben werden. Die Wohnbauten wirken unregelmäßig, haben aber jeweils mehrere Räume. Die Mauer der Festung hat nach außen hin Wehrtürme, deren Eingänge gewölbt sind und halbkreisförmige Innenräume haben. Sie hatte Schießscharten, die schachbrettartig angelegt sind. Die unteren befinden sich in einer Höhe von etwa 0,6/0,8 m; die oberen, oft schlechter erhaltenen, in einer Höhe von etwa 1,2 m. Im Norden gab es eine Toranlage, die in einer späteren Bauphase zwei Zwingmauern erhielt, das sind zwei dem Tor vorgestellte Mauern, die den direkten Eingang zu der Anlage erschwerten. Die Anlage wurde anhand der Keramik der Kulturstufe Kučuk III zugeordnet, was dem 7. oder 6. vorchristlichen Jahrhundert entspricht. Die Festung war bis Kučuk IV bewohnt (6. oder 5. vorchristliches Jahrhundert). Die genaue Funktion der Anlage bleibt unsicher. In der Literatur wurde die Vermutung geäußert, dass es sich um eine Art Fluchtburg gehandelt hat.